# Église de la Nativité-de-Notre-Dame d'Émiéville
L'église de la Nativité-de-Notre-Dame d'Émiéville est une ancienne église catholique située à Émiéville dans le département français du Calvados en région Normandie.

## Localisation
L'église était située dans le département français du Calvados, sur le territoire de la commune d'Émiéville.

## Historique
L'église est inscrite au titre des monuments historiques le 18 mars 1927.
Elle a été détruite lors de la bataille de Normandie lors de l'opération Goodwood.
L'église Notre-Dame construite de 1956 à 1958 l'a remplacée.

## Description
Selon Arcisse de Caumont, La nef et le chœur étaient de style roman avec des modifications datables du XIVe ou XVe siècle. L'église a fait l'objet de travaux importants dès cette époque, qui ont fait perdre à l'édifice « beaucoup de son intérêt historique ». Le seul intérêt à ses yeux dans l'édifice restait la tour datée du XVIe voire du XVIIe siècle.